# Sân bay quốc tế Coronel Felipe Varela
Sân bay quốc tế Coronel Felipe Varela (tiếng Tây Ban Nha: Aeropuerto Coronel Felipe Varela) (IATA: CTC, ICAO: SANC) là một sân bay ở tỉnh Catamarca, Argentina, phục vụ thành phố San Fernando del Valle de Catamarca.
Sân bay này được xây năm 1972, được khánh thành chính ngày 3/1/1973 với chuyến bay bằng Boeing 737 của hãng Aerolíneas Argentinas. Nhà ga được xây ngày 9/6/1981 và hoàn thành ngày 23/4/1987.
Nhà ga rộng 3.172 m². Năm 2007, có 44.477 lượt khách sử dụng sân bay này.

## Các hãng hàng không và các tuyến bay
- Aerolíneas Argentinas
  - Buenos Aires / (Aeroparque Jorge Newbery)
  - La Rioja / (Sân bay Capitán Vicente Almandos Amonacid)
- American Jet
  - Tucumán / (Sân bay quốc tế Teniente Benjamín Matienzo) thuê bao